# Alekszandr Naumovics Mitta
Alekszandr Naumovics Mitta (Moszkva, 1933. március 28. – Moszkva, 2025. július 14.) szovjet és orosz filmrendező, forgatókönyvíró.

## Filmjei
Mitta legfontosabb filmjei:
- Lépés (1988)
- Vándorlások meséje (1982)
- Katasztrófa földön-égen (1979)
- Péter cár és a szerecsen (1976)
- Pont, pont, vesszőcske... (1972)
- Ragyogj, ragyogj, csillagom! (1969)
- Csengetnek, nyiss ajtót! (1965)